# Eurytaphria
Eurytaphria là một chi bướm đêm thuộc họ Geometridae.